# كأس لوكسمبورغ 2011–12
كأس لوكسمبورغ 2011–12 هو الموسم 90 من كأس لوكسمبورغ. أقيم خلال الفترة 28 أغسطس 2011 وحتى 26 مايو 2012، وأشرف على تنظيمه اتحاد لوكسمبورغ لكرة القدم، وكان عدد الأندية المشاركة فيه 106، وفاز فيه إف91 دوديلانج.